# Hediya Yousef
Hediya Yousef (née en 1973), en kurde, Hediye Yusuf, Hadiya Yousef ou également Hediye Yusuf) est une ex-guérilléra syro-kurde et femme politique du Parti de l'union démocratique (PUD). Depuis mars 2016, elle occupe le poste de coprésidente du comité exécutif du Rojava. À la Kurde Yousef sert de coprésident son compatriote l'Arabe Mansur Selum.

## Jeunesse
Dans sa jeunesse, Yousef a été emprisonnée par le gouvernement Assad pendant deux ans à Damas sur des accusations d'avoir été membre d'une organisation secrète visant à briser la Syrie,.

## Coprésidence du canton de Jazira
Yousef occupait initialement le poste de coprésidente du canton de Jazira dans le Nord-Est de la fédération nouvellement créée au Kurdistan syrien (Rojava). Yousef a été coprésidente avec son compatriote Humeydi Daham al-Hadi, un chef arabe. Le bureau de Yousef était situé dans l'ancien siège de la Syrian Petroleum Company appartenant à l'État la ville de Rmeilan, riche en pétrole, ville où la fédération du Rojava avait été proclamée.

### Cogouvernance et coopération arabo-kurde
Durant son mandat en tant que coprésidente, Yousef a travaillé à une plus grande coopération inter-groupes notamment entre Kurdes et Arabes. La fédération du Rojava, a dit Yousef, « est quelque chose au-delà de l'État-nation. C'est un endroit où toutes les personnes, toutes les minorités et tous les sexes sont également représentés. » Également au cours de son mandat, Yousef a poursuivi la politique de cogouvernance qui, comme elle l'a expliqué dans une interview, assure que « tous les postes à tous les niveaux de gouvernement du Rojava […] sont tenus conjointement par une femme et un homme. »